# レイ・エイブラムス
レイ・エイブラムス（Ray Abrams、1920年1月23日 - 1992年7月6日）は、ニューヨーク市でレイ・エイブラムソン（Ray Abramson）として生まれた、アメリカのジャズとジャンプ・ブルースのテナー・サクソフォーン奏者。弟はジャズ・ドラマーのリー・エイブラムスである。レイ・エイブラムスは1945年にディジー・ガレスピーと初めて共に仕事し、1946年にドン・レッドマンと、1947年にアンディ・カークと一緒にヨーロッパをツアーした。それから何十年もの間、カークとガレスピーの間を行ったり来たりすることとなった。ガレスピーとの仕事以外では、「レイ・エイブラムス・ビッグバンド」で最もよく知られているかもしれない。1950年代初頭に彼が演奏した他のバンドには、ホット・リップス・ペイジ、ロイ・エルドリッジ、スリム・ゲイラードなどがある。

## ディスコグラフィ

### 参加アルバム
- ディジー・ガレスピー : Odyssey 1945–1952 (2002年、Savoy)
- ディジー・ガレスピー : Showtime at the Spotlite, 52nd Street New York City, June 1946 (2008年、Uptown)
- コールマン・ホーキンス : Rainbow Mist (1992年、Delmark)
- キング・プレジャー : The Source (1972年、Prestige)
- ジミー・スコット & ポール・ゲイトン : Regal Records: Live in New Orleans (1991年、Speciality)